# Geoxa
Geoxa – rodzina oprogramowania pozwalającego w pełni wykorzystać najistotniejsze cechy systemów GIS (Geographic Information System) zwany również jako System Informacji Geograficznej (SIG), System Informacji Przestrzennej (SIP) oraz System Informacji o Terenie (SIT). Dzięki oprogramowaniu można zarówno pozyskiwać informacje z istniejących baz przestrzennych jak i tworzyć je od podstaw. Rozwiązania oparte na oprogramowaniu Geoxa mogą być wykorzystywane w dziedzinach zajmujących się zjawiskami lub obiektami występującymi przestrzennie. Oprogramowanie z rodziny Geoxa sprawdza się również w administracji państwowej (miasta, gminy, powiaty) pomagając w planowaniu przestrzennym.
Dla lepszego dopasowania funkcji oprogramowania do potrzeb występuje ono w trzech wersjach:
- Geoxa Viewer
- Geoxa Editor
- Geoxa Server

## Geoxa Viewer
Program ma charakter darmowej (ang.freeware) przeglądarki danych GIS (SIG / SIT / SIP) o zwiększonych możliwościach. Przeznaczony jest do wizualizacji, zarządzania oraz pozyskiwania informacji z istniejących już danych przestrzennych.

## Geoxa Editor
Program umożliwia zarówno przeglądanie danych GIS (SIG / SIT / SIP) jak i ich tworzenie oraz analizowanie. Funkcjonalność umożliwia tworzenie wszelkiego rodzaju map przestrzennych (plany, mapy zagospodarowania przestrzennego) oraz zastosowanie w wielu dziedzinach.

## Geoxa Server
Jest to rozszerzenie programów Geoxa Editor / Viewer służące do publikacji map oraz danych przestrzennych w Internecie. Geoxa Server umożliwia tworzenie serwisów udostępniających dane przestrzenne przy zastosowaniu najnowocześniejszych rozwiązań technologicznych. Budowa projektów jest w pełni graficzna i wymaga minimalnej znajomości systemów GIS (SIG / SIT / SIP). Program umożliwia budowanie profesjonalnych serwisów publikujących mapy w stosunkowo krótkim czasie.